# Evektor EV-55 Outback
«EV-55 Outback» — чешский лёгкий многоцелевой самолёт укороченного взлёта и посадки.
Разрабатывается производителем самолётов Evektor как интеграционный проект чешской авиационной промышленности при поддержке Министерства промышленности и торговли Чехии в программах Impuls и Tandem.

## История создания и производства
В конце 2009 года провёл своё первое испытания двигателя первого прототипа. Прототип был впервые представлен общественности на 30 марта 2010 года. Первый взлёт 14 июня 2011 года окончился неудачно из-за неисправности переднего шасси. Первый успешный полёт состоялся 24 июня 2011 года.
Предполагается, что первая машина поступит покупателям в 2014 году. Стоимость составит порядка $1,9 млн. процесс сертификации самолёта в Европейском агентстве по безопасности полётов (EASA) должен быть начат после завершения испытания прототипов. Учитывая дорогостоящую сертификацию и запуск производства компания ищет подходящих инвесторов.
Летом 2010 года были проведены переговоры с Россией о создании совместного предприятия по производству самолёта для Российского рынка.

## Технические характеристики
| Характеристика                 | Показатель                    |
| ------------------------------ | ----------------------------- |
| Серийное производство          | с 2014 (план)                 |
| Тип                            | полумонокок                   |
| Длина                          | 14,35 м                       |
| Размах крыла                   | 16,10 м                       |
| Высота в хвосте                | 4,66 м                        |
| Скорость                       | от 220 до 408 км/ч            |
| Дальность полёта               | до 2200 км (max проект)       |
| Вес пустого самолёта           | 2626 кг                       |
| Максимальная взлётная масса    | 4600 кг                       |
| Максимальный запас топлива     | 1656 кг                       |
| Максимальная полезная загрузка | 1824 кг                       |
| Количество пассажиров          | 9 чел                         |
| Экипаж                         | 1-2 чел                       |
| Двигатели                      | 2 х Pratt & Whitney PT6A-21   |
| Тяга                           | 2 x 400 кВт (536 л.с.)        |
| Взлётная дистанция             | 420 м                         |
| Посадочная дистанция           | 510 м                         |
| Расход топлива                 | не более 200 кг/ч             |
| Винты                          | Avia AV 844 диаметром 2080 мм |

## Заказы
18 сентября 2012 года между красноярским авиаперевозчик «АэроГео» и компанией-разработчиком EVector spol. был подписал контракт на покупку 29 EV55 Outback. Твёрдый контракт был заключён на 9 самолётов с поставкой в 2014-2016 годах. Остальные 20 единиц были куплены в форме опциона с поставкой до 2020 года.
Производство EV55 Outback для российского рынка будет развернуто в одном из Российских аэропортов.

## Сравнение с аналогами
|                              | Л-410УВП-Э20 | Evektor EV-55 Outback | Рысачок | Twin Otter | Do 228NG  | PZL M28 | Harbin Y-12 | Beechcraft King Air 350i |
| ---------------------------- | ------------ | --------------------- | ------- | ---------- | --------- | ------- | ----------- | ------------------------ |
| Внешний вид                  |              |                       |         |            |           |         |             |                          |
| Год первого полёта           | 1969         | 2011                  | 2010    | 1965       | 1981      | 1993    | 1982        | 1972                     |
| Годы производства            | 1971-        | 2014 (план)           |         | 1965-      | 1981-1998 | 1993-   | 1985-       | 1974-                    |
| Экипаж                       | 2            | 1-2                   | 1-2     | 2          | 2         | 2       | 2           | 2                        |
| Пассажиры                    | 19           | 9                     | 10      | 20         | 19        | 19      | 17          | 13                       |
| Грузоподъёмность             | 1800         | 1824                  | 1500    |            | 2340      | 2000    |             |                          |
| Размах крыла, м              | 19,478       | 16,10                 | 18      | 19,8       | 16,97     | 22,06   | 17,24       |                          |
| Длина, м                     | 14,487       | 14,35                 | 12,44   | 15,77      | 16,56     | 13,1    | 18,86       | 13,34                    |
| Площадь крыла, м²            | 34,86        |                       | 32,3    | 39         | 32        | 39,72   | 34,27       | 28,2                     |
| Вес пустого, т               | 4,05         | 2,626                 | 2,77    | 3,363      | 3,739     | 4,1     | 2,84        | 3,52                     |
| Максимальный взлётный вес, т | 6,6          | 4,6                   | 6       | 5,67       | 6,6       | 7,5     | 5,3         | 5,67                     |
| Максимальная скорость, км/ч  | 395          | 408                   | 400     | 338        | 433       | 355     | 328         | 545                      |
| Крейсерская скорость, км/ч   |              | 220                   | 250     | 278        | 315       | 270     | 250         | 536                      |
| Максимальный потолок, м      | 8000         |                       | 6000    | 8014       | 8535      | 7620    | 7000        | 10700                    |